# Kovasav
A kovasav egy kémiai vegyület, egy szilanol. A kovasav az általános neve azoknak a vegyületeknek, amelyek szilíciumhoz kötött oxidokat és hidroxilcsoportokat tartalmaznak. Ennek a vegyületcsaládnak az általános képlete [SiOx(OH)4-2x]n. Már azonosítottak néhány egyszerű kovasavat, de csak nagyon híg vizes oldatban, például a metakovasav (H2SiO3), az ortokovasav (H4SiO4), a dikovasav (H2Si2O5) és a pirokovasav (H6Si2O7). Szilárd halmazállapotban valószínűleg sűrű polimerekké állnak össze, komplex vegyületeket képeznek.

## Reakciói
A kovasav reakcióit nehéz szabályozni. Például a metakovasav részleges dehidratációjakor jellemzően elbomlik szilícium-dioxidra és vízre.

### Sav-bázis reakciók
A többi szilanolhoz hasonlóan, a kovasav egy gyenge sav. Vizes oldatban protont ad le, így bázisokkal képes egyesülni. Sói a szilikátok.

## Előállítása
A kovasavat Jöns Jakob Berzelius fedezte fel 1810 és 1836 között, amikor a szilícium vegyületeit tanulmányozta, habár ő nem tudta megkülönböztetni a szilícium-dioxidtól.

### Hidratáció
A természetben előforduló kovasav úgy keletkezik, hogy a kvarc vizet vesz fel a levegőből, hidratálódik. Egyenlettel felírva a reakciót:
{\displaystyle \mathrm {SiO_{2}+2\ H_{2}O\rightarrow H_{4}SiO_{4}} }

### Laboratóriumi szintézise
Nátrium-szilikát vizes oldatához savat adva kovasav válik ki. A fő probléma a kovasav kémiai szintézisekben való használatakor, hogy vizet veszít, és szilikagél, a szilícium-dioxid egyik polimerje keletkezik.
Maga a reakció egy érdekes kísérlet, két folyadékot összeöntve egy szilárd anyag keletkezik.

## Kovasav az óceánokban

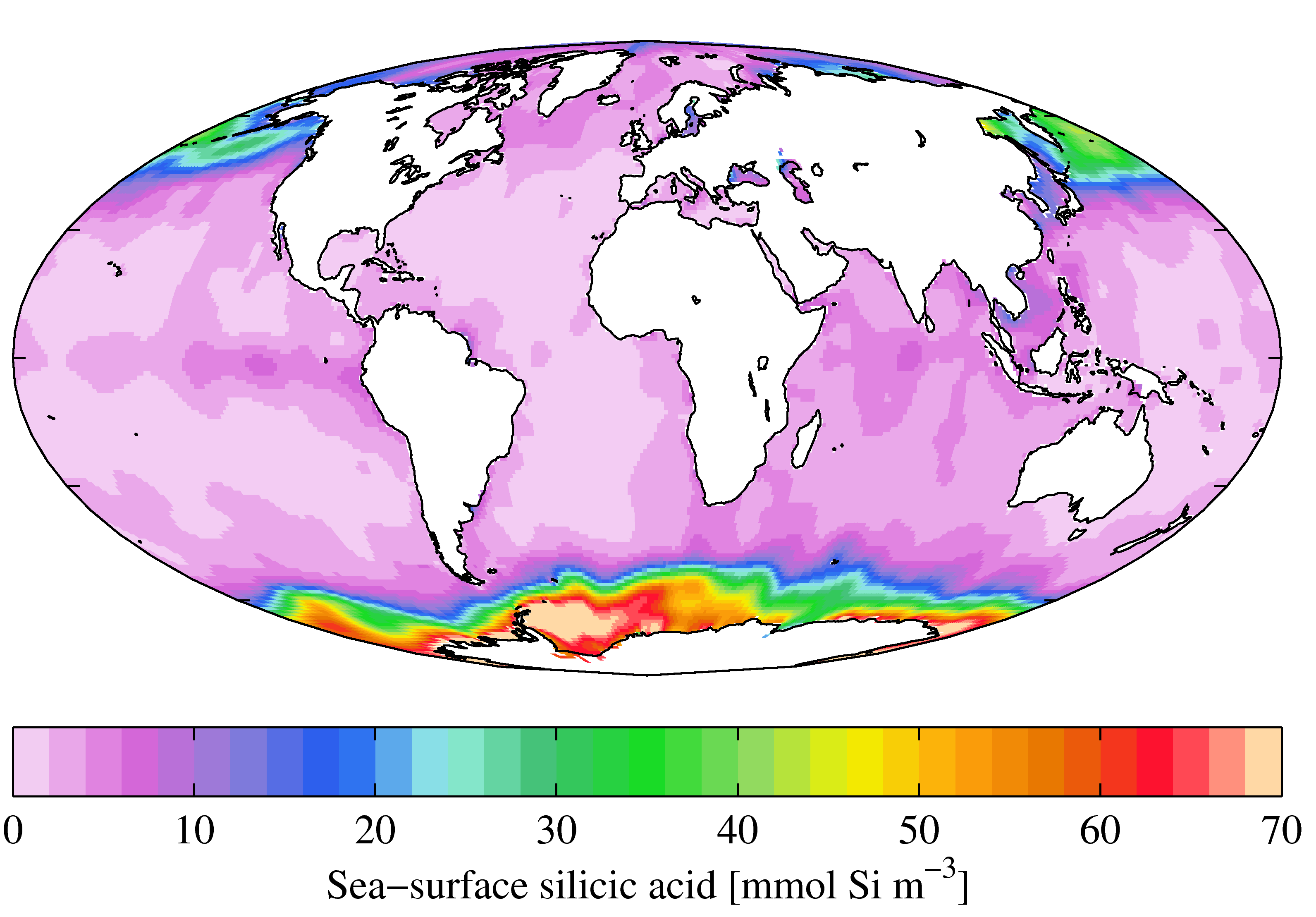
Egy 2009-es felmérés eredménye: a kovasav a felső tengeri zónákban koncentrálódik.

A kovasav az óceán felületéhez közel alakul ki, hidratációs folyamattal. Idővel a mélyebb részekig is lesüllyed. A felhalmozódása természetesen is akadályozva van – bár emberi befolyás hatására ez az egyensúly felborulhat. Ez elsősorban azzal van szabályozva, hogy fokozatosan lebomlik szilícium-dioxidra és vízre. Az óceánokban főként ortokovasav (H4SiO4) formájában fordul elő szilícium, ennek biogeokémiai ciklusát az algákhoz tartozó kovamoszatok szabályozzák. Ezek a moszatok a kovasavat biogén szilícium-dioxiddá polimerizálják, majd ebből építik fel sejtfalaikat.

## Fordítás
Ez a szócikk részben vagy egészben  a   Silicic acid című angol Wikipédia-szócikk ezen változatának fordításán alapul.  Az eredeti cikk szerkesztőit annak laptörténete sorolja fel. Ez a jelzés csupán a megfogalmazás eredetét és a szerzői jogokat jelzi, nem szolgál a cikkben szereplő információk forrásmegjelöléseként.